# Maria Elisabeth Wentzel-Heckmann

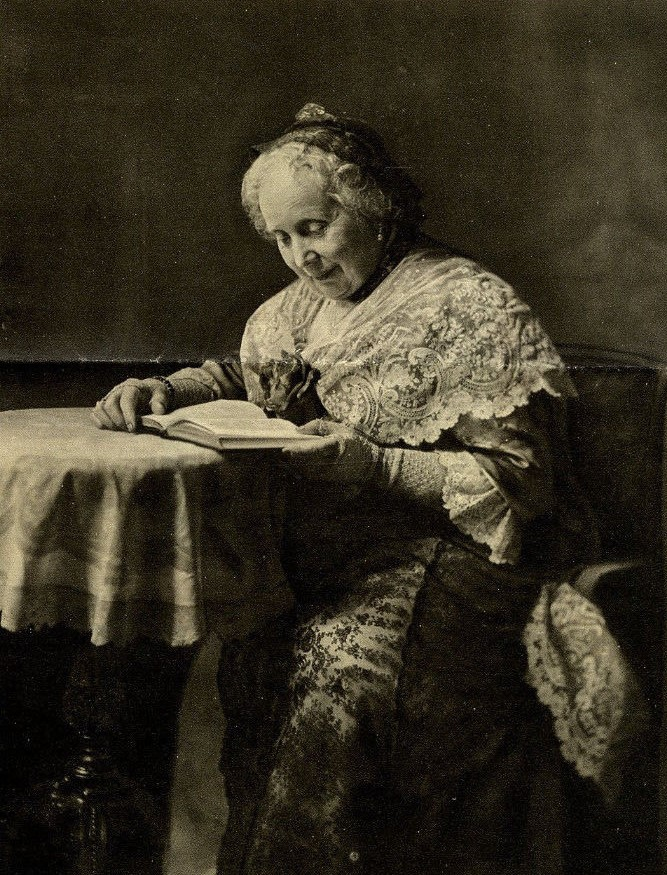
Maria Elisabeth Wentzel-Heckmann

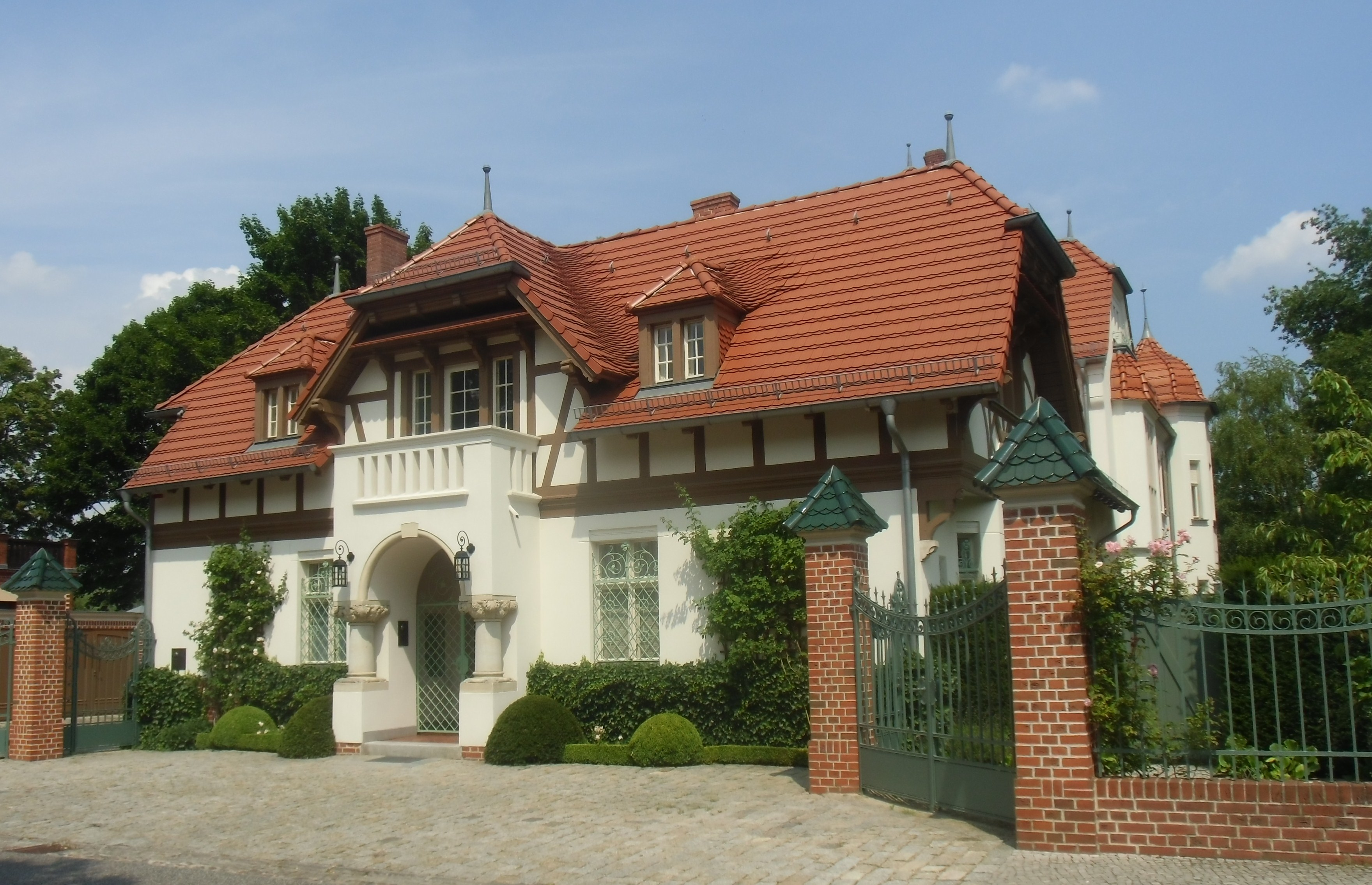
Virchowstraße 25

Maria Elisabeth „Elise“ Wentzel-Heckmann geborene Maria Elisabeth Heckmann (* 20. März 1833 in Berlin; † Februar 1914 ebenda) war eine deutsche Wohltäterin und Ehrenmitglied der Preußischen Akademie der Wissenschaften, seit 1992 Berlin-Brandenburgische Akademie der Wissenschaften.

## Leben
Elisabeth „Elise“ Heckmann war nach sieben Geschwistern die jüngste Tochter des Berliner Großindustriellen Carl Justus Heckmann und seiner Frau Friederike Wilhelmine Reichnow. Durch ihre Fürsorgeleistungen wollte die Familie die sozialen Konflikte im Umfeld ihrer Fabrik entschärfen. Insbesondere Elise Heckmann engagierte sich für den Berliner Krippenverein.
Im Jahr 1860 heiratete sie gegen den Willen des Vaters den Architekten Hermann Wentzel, Mitarbeiter von Friedrich August Stüler, einem der wichtigsten Architekten der Zeit. Zusammen mit ihrem Mann bereiste sie verschiedene Male Italien zum Studium der Baukunst. Nach dem Tod ihres Mannes 1889 engagierte sich Elise Wentzel gesellschaftlich in Berlin für die Gleichstellung der Frau.
Mit ihren Grundstücken am Griebnitzsee in Potsdam-Babelsberg war sie der größte Auftraggeber der Architekten Kayser & von Großheim. Der Orientalist und Kunsthistoriker Friedrich Sarre war ihr Lieblingsneffe; ein weiterer Neffe war Carl-Justus Heckmann.

## Hermann und Elise geborene Heckmann Wentzel-Stiftung
1894 errichtete die kinderlose Elise Wentzel aus ihrem Millionenerbe mit einem in Berliner Hypotheken festgelegten Stiftungskapital in Höhe von 1,5 Millionen Mark zugunsten der Königlichen Akademie der Wissenschaften für wissenschaftliche Forschungen sowie deren Veröffentlichung „für sich und in Erfüllung der Wünsche ihres verstorbenen Gemahls und zu Ehren des Andenkens ihres Vaters“ die von den Eheleuten beschlossene Hermann und Elise geborene Heckmann Wentzel-Stiftung, die daraus jährlich 20.000 Mark und nach ihrem Tod bis zu 60.000 Mark erhielt. Frau Baurath Elise Wentzel war als Ehrenmitglied das erste weibliche Mitglied der Akademie nach der Aufnahme von Katharina der Großen als auswärtigem Mitglied im Jahr 1768 und von Juliane Giovane 1794. 1896 verlieh Kaiser Wilhelm II. ihr in Anerkennung ihrer Stiftung den Wilhelm-Orden für die Begründung der Hermann und Elise geborene Heckmann Wentzel-Stiftung.
Im Ersten Weltkrieg und der Weltwirtschaftskrise schrumpfte das Stiftungskapital erheblich. Durch die Anlage in Hypotheken überdauerte die Stiftung. Bis zum Zweiten Weltkrieg musste das Stiftungskapital wieder aufgefüllt werden und stand nur in geringem Umfang zur Verfügung. Danach bestand die Stiftung mit geschrumpftem und geteiltem Vermögen in beiden Teilen Deutschlands weiter. In Ost-Berlin wurden die Hypothekeneinnahmen zugunsten der Deutschen Akademie der Wissenschaften, ab 1972 Akademie der Wissenschaften der DDR, verwendet, in West-Berlin ging die Stiftung 1970 in einer Sammelstiftung der Preußischen Akademie der Wissenschaften auf und wurde 1992 bei der Berlin-Brandenburgischen Akademie der Wissenschaften (BBAW) mit einem Vermögen von 308.342,- DM (31. Dezember 1993) wieder zusammengeführt, wobei der neu gegründeten Stiftung auch das Vermögen der ehemaligen West-Berliner Sammelstiftung zufloss.